# Shawn Murphy
Shawn Murphy (* 16. Mai 1948 in Los Angeles) ist ein US-amerikanischer Tonmeister, der mit einem Oscar ausgezeichnet wurde.

## Arbeit
Murphy studierte an der State University in San Francisco Medien-Kommunikation. Nach einer Tätigkeit als Tonmeister in den 1970er Jahren beim Fernsehen arbeitet er seit vielen Jahren mit dem amerikanischen Filmmusikkomponisten John Williams zusammen. Unter anderem zeichnete er für den Ton in Schindlers Liste, Star Wars (Episoden 1–3) und Jurassic Park verantwortlich.
Insgesamt wirkte er bei über 300 Beiträgen bei Film- und Fernsehen mit.

## Auszeichnungen
Shawn Murphy war mehrmals für einen Oscar nominiert, so 
- 1989 für Indiana Jones und der letzte Kreuzzug und
- 1999 für Star Wars: Episode I – Die dunkle Bedrohung
- 2021 für West Side Story
- Für Jurassic Park wurde er 1993 mit dem Oscar für den Besten Ton ausgezeichnet.